# Felipe Orellana
Felipe Antonio Orellana Triviño (Osorno, Chile, 30 de septiembre de 2000) es un futbolista profesional chileno que se desempeña como Mediocampista en Provincial Osorno de la Segunda División de Chile.
Es hijo del exfutbolista Jose Ramón Orellana. 

## Trayectoria
Oriundo de Osorno, comenzó a jugar al fútbol a los 7 años en una escuela de fútbol de su ciudad natal. Después, comenzó a jugar en Olímpico y Rangers en el fútbol amateur local. Luego, se unió a Provincial Osorno de la Tercera División A de Chile. En 2019, luego de un partido ante Brujas de Salamanca, fue tentado por el equipo de Salamanca, como también fue ojeado por Mauricio Matamala, quien le ofreció una prueba para Universidad de Concepción.Terminado el torneo de Tercera División, se trasladó a la ciudad penquista, pasando con éxito la prueba en el equipo forero.
Debutó con la UdeC el 14 de febrero de 2021, en un partido ante Universidad Católica válido por el torneo de Primera División 2020.Tras el descenso del club a la Primera B, en abril de 2021 firma su primer contrato como profesional, junto a sus compañeros Francisco Tapia y Sebastián Molina.
Luego del fin del torneo de Primera B 2024, anunció a través de redes sociales el fin de su contrato con el campanil.

## Clubes
| Club                      | País  | Año       |
| ------------------------- | ----- | --------- |
| Provincial Osorno         | Chile | 2018-2019 |
| Universidad de Concepción | Chile | 2020-2024 |
| Provincial Osorno         | Chile | 2025-Act. |